# Hardwired…to Self-Destruct
Hardwired…to Self-Destruct (englisch für „Fest verdrahtet … zur Selbstzerstörung“) ist das zehnte Studioalbum der US-amerikanischen Heavy-Metal-Band Metallica. Es erschien am 18. November 2016 über die Labels Blackened und Universal Music Group. Mit einem Abstand von acht Jahren zu Death Magnetic markiert es den bisher längsten Zeitraum zwischen zwei Studioveröffentlichungen der Band.

## Produktion
Das Doppelalbum wurde von dem Musikproduzenten Greg Fidelman und den beiden Bandmitgliedern James Hetfield und Lars Ulrich produziert. Es wurde von Mai 2015 bis August 2016 in den HQ-Studios in San Rafael, Kalifornien aufgenommen. Hetfield und Ulrich schrieben auch die Musik zu allen Liedern, lediglich am Song ManUNkind war auch Robert Trujillo beteiligt. Erstmals war Kirk Hammett nicht am Songwriting beteiligt. Die Texte stammen von James Hetfield.

## Covergestaltung
Das Albumcover zeigt die Gesichter der vier Bandmitglieder, die zu einem Kopf gemorpht sind und ihre Münder aggressiv aufreißen. Das Metallica-Logo in Schwarz befindet sich oben im Bild und am unteren Bildrand steht der Titel Hardwired…to Self-Destruct in Weiß. Der Hintergrund ist weiß gehalten.

## Versionen
Neben der Standard-Edition des Albums, die zwölf Lieder auf zwei CDs beinhaltet, erschien Hardwired…to Self-Destruct auch als Deluxe-Edition. Diese enthält eine dritte CD mit 14 Songs. Neben dem Track Lords of Summer sind dies drei Coverversionen sowie zehn Live-Mitschnitte, die am 16. April 2016 beim Konzert zum Record Store Day in Berkeley, Kalifornien aufgenommen wurden. Lediglich die Live-Version des Stücks Hardwired wurde beim Auftritt am 20. August 2016 im U.S. Bank Stadium in Minneapolis, Minnesota aufgenommen.

## Titelliste
CD 1
1. Hardwired – 3:09
2. Atlas, Rise! – 6:31
3. Now That We’re Dead – 6:59
4. Moth into Flame – 5:50
5. Dream No More – 6:29
6. Halo on Fire – 8:15

CD 2
1. Confusion – 6:41
2. ManUNkind – 6:55
3. Here Comes Revenge – 7:17
4. Am I Savage? – 6:29
5. Murder One – 5:45
6. Spit Out the Bone – 7:09

Bonus-CD der Deluxe-Edition
1. Lords of Summer – 7:10
2. Ronnie Rising Medley (Rainbow-Cover-Medley) – 9:03
3. When a Blind Man Cries (Deep-Purple-Cover) – 4:35
4. Remember Tomorrow (Iron-Maiden-Cover) – 5:50
5. Helpless (live) – 3:08
6. Hit the Lights (live) – 4:06
7. The Four Horsemen (live) – 5:19
8. Ride the Lightning (live) – 6:56
9. Fade to Black (live) – 7:24
10. Jump in the Fire (live) – 5:13
11. For Whom the Bell Tolls (live) – 4:32
12. Creeping Death (live) – 6:43
13. Metal Militia (live) – 6:07
14. Hardwired (live) – 3:30

## Singles
Am 18. August 2016 wurde die erste Single Hardwired veröffentlicht, gefolgt von den Liedern Moth into Flame am 26. September und Atlas, Rise! (DE #100) am 31. Oktober 2016. Neben den drei Musikvideos der Singles erschienen am 16. und 17. November 2016 Videos zu allen anderen neun Liedern des Albums im zweistündlichen Rhythmus.

## Rezeption

### Kritiken
Hardwired…to Self-Destruct wurde von Kritikern überwiegend positiv bewertet. Die Seite Metacritic errechnete aus 29 Kritiken englischsprachiger Medien einen Schnitt von 73 %.
Sven Kabelitz von laut.de bewertete das Album mit vier von möglichen fünf Punkten. Er fasst es als „Querschnitt durch ihre ersten sechs Longplayer und die verschiedensten Metal-Stile“ zusammen. Nach den Experimenten auf den Vorgängeralben würden Metallica wieder zu ihren Wurzeln zurückkehren. Besonders der letzte Song Spit Out the Bone wird positiv hervorgehoben und als „hart, intensiv, schlichtweg brillant, ohne dabei die Melodie aus den Augen zu verlieren“ bezeichnet. Nur Kirk Hammett wird als „größter Schwachpunkt“ gesehen, da er einige Lieder mit seinen Gitarrensoli nach unten ziehe.

### Chartplatzierungen
Hardwired…to Self-Destruct stieg am 25. November 2016 auf Platz eins der deutschen Albumcharts ein. Das Album erreichte im Dezember ebenfalls die Spitzenposition der deutschen Vinylcharts und platzierte sich am Jahresende auf Position zwei der Vinyl-Jahrescharts. Weitere Länder, in denen das Album die Chartspitze erreichte, sind unter anderem die Vereinigten Staaten, Österreich, die Schweiz, Australien, Neuseeland, die Niederlande, Belgien, Portugal, Schweden, Finnland, Norwegen und Dänemark. In den deutschen Albumcharts des Jahres 2016 belegte es Rang 3 und 2017 Platz 50.

### Verkaufszahlen und Auszeichnungen
Das Album wurde in Deutschland für mehr als 400.000 Verkäufe mit einer doppelten Platin-Schallplatte ausgezeichnet. In Österreich erhielt es für über 30.000 verkaufte Exemplare ebenfalls Doppel-Platin.
Die weltweiten Verkaufszahlen belaufen sich auf über 2,5 Millionen.

| Land/Region                  | Auszeichnungen für Musikverkäufe (Land/Region, Auszeichnung, Verkäufe) | Verkäufe  |
| ---------------------------- | ---------------------------------------------------------------------- | --------- |
| Australien (ARIA)            | Platin                                                                 | 70.000    |
| Belgien (BRMA)               | Platin                                                                 | 30.000    |
| Brasilien (PMB)              | Gold                                                                   | 20.000    |
| Dänemark (IFPI)              | Platin                                                                 | 20.000    |
| Deutschland (BVMI)           | 2× Platin                                                              | 400.000   |
| Frankreich (SNEP)            | Platin                                                                 | 100.000   |
| Italien (FIMI)               | Gold                                                                   | 25.000    |
| Kanada (MC)                  | 3× Platin                                                              | 240.000   |
| Mexiko (AMPROFON)            | 3× Platin                                                              | 180.000   |
| Neuseeland (RMNZ)            | Gold                                                                   | 7.500     |
| Niederlande (NVPI)           | Gold                                                                   | 20.000    |
| Norwegen (IFPI)              | Gold                                                                   | 10.000    |
| Österreich (IFPI)            | 2× Platin                                                              | 30.000    |
| Polen (ZPAV)                 | Diamant                                                                | 100.000   |
| Portugal (AFP)               | Gold                                                                   | 7.500     |
| Rumänien (UFPR)              | Platin                                                                 | 100.000   |
| Schweden (IFPI)              | Platin                                                                 | 30.000    |
| Schweiz (IFPI)               | Platin                                                                 | 20.000    |
| Spanien (Promusicae)         | Gold                                                                   | 20.000    |
| Tschechien (IFPI)            | Platin                                                                 | 5.000     |
| Ungarn (MAHASZ)              | Platin                                                                 | 2.000     |
| Vereinigte Staaten (RIAA)    | Platin                                                                 | 1.000.000 |
| Vereinigtes Königreich (BPI) | Gold                                                                   | 100.000   |
| Insgesamt                    | 8× Gold · 20× Platin · 1× Diamant ·                                    | 2.537.000 |

Hauptartikel: Metallica/Auszeichnungen für Musikverkäufe
Bei den Grammy Awards 2018 wurde Hardwired…to Self-Destruct in der Kategorie Best Rock Album nominiert, unterlag jedoch A Deeper Understanding von The War on Drugs.